# جان بلیت (بازیکن فوتبال)
جان بلیت (انگلیسی: John Blythe; ۳۱ ژانویهٔ ۱۹۲۴ – ژوئن ۲۰۰۷ (۸۳ ساله)) بازیکن فوتبال اهل بریتانیا بود.
از باشگاه‌هایی که در آن بازی کرده‌است می‌توان به باشگاه فوتبال دارلینگتون اشاره کرد.